# Liste der Bodendenkmale im Landkreis Diepholz

Landkreis Diepholz

In der Liste der Bodendenkmale im Landkreis Diepholz sind die Bodendenkmale im Landkreis Diepholz aufgeführt. Die Quelle ist der Denkmalatlas Niedersachsen. Die Angaben in den einzelnen Listen ersetzen nicht die rechtsverbindliche Auskunft der zuständigen Denkmalschutzbehörde.
| Bild | Gemeinde                      | Bodendenkmalliste                     | Wappen            | Lage | Ortsteile |
| ---- | ----------------------------- | ------------------------------------- | ----------------- | ---- | --- |
|      | Affinghausen                  | Keine Bodendenkmale ausgewiesen       |                   |      | - Affinghausen - Dörriesloh - Eitzen - Hagen |
|      | Asendorf (Landkreis Diepholz) | siehe Ortsteile                       |                   |      | - Asendorf, Brebber, Essen - Graue - Haendorf - Hohenmoor, Kuhlenkamp, Uepsen |
|      | Bahrenborstel                 | Keine Bodendenkmale ausgewiesen       |                   |      | - Bahrenborstel, Göthen, Hakenmoor - Hespeloh, Holzhausen |
|      | Barenburg                     | Liste der Bodendenkmale in Barenburg  |                   |      | |
|      | Barnstorf                     | siehe Ortsteile                       |                   |      | - Aldorf - Barnstorf - Dreeke - Rechtern |
|      | Barver                        | Liste der Bodendenkmale in Barver     |                   |      | |
|      | Bassum                        | siehe Ortsteile                       |                   |      | - Albringhausen - Apelstedt, - Bassum - Bramstedt, Eschenhausen, Groß Henstedt - Groß Ringmar - Hallstedt - Hollwedel - Neubruchhausen, Nienstedt - Nordwohlde - Osterbinde, Schorlingborstel - Stühren - Wedehorn               |
|      | Borstel (Landkreis Diepholz)  | Keine Bodendenkmale ausgewiesen       |                   |      | - Bockhop, Borstel - Campen, Sieden |
|      | Brockum                       | Keine Bodendenkmale ausgewiesen       | Führt kein Wappen |      | |
|      | Bruchhausen-Vilsen            | siehe Ortsteile                       |                   |      | - Berxen, Bruchhausen, Bruchhöfen - Bruchmühlen, Dille, Engeln - Gehlbergen, Heiligenberg - Homfeld - Mohr, Nenndorf, Ochtmannien - Oerdinghausen, Riethausen, Scholen - Stapelshorn - Süstedt - Uenzen, Vilsen, Weseloh - Wöpse |
|      | Dickel                        | Keine Bodendenkmale ausgewiesen       | Führt kein Wappen |      | |
|      | Diepholz                      | siehe Ortsteile                       |                   |      | - Aschen - Heede, Sankt Hülfe |
|      | Drebber                       | siehe Ortsteile                       |                   |      | - Cornau, Deckau - Jacobidrebber - Mariendrebber |
|      | Drentwede                     | siehe Ortsteile                       | Führt kein Wappen |      | - Bockstedt - Drentwede |
|      | Ehrenburg (Niedersachsen)     | siehe Ortsteile                       |                   |      | - Schmalförden - Schweringhausen, Stocksdorf - Wesenstedt |
|      | Eydelstedt                    | siehe Ortsteile                       | Führt kein Wappen |      | - Donstorf - Dörpel - Düste - Eydelstedt - Wohlstreck |
|      | Freistatt                     | Keine Bodendenkmale ausgewiesen       |                   |      | |
|      | Hemsloh                       | Keine Bodendenkmale ausgewiesen       | Führt kein Wappen |      | |
|      | Hüde                          | Liste der Bodendenkmale in Hüde       | Führt kein Wappen |      | |
|      | Kirchdorf (bei Sulingen)      | siehe Ortsteile                       |                   |      | - Kuppendorf - Scharringhausen |
|      | Lembruch                      | Keine Bodendenkmale ausgewiesen       | Führt kein Wappen |      | |
|      | Lemförde                      | Keine Bodendenkmale ausgewiesen       |                   |      | |
|      | Maasen                        | Liste der Bodendenkmale in Maasen     |                   |      | |
|      | Marl (Dümmer)                 | Keine Bodendenkmale ausgewiesen       |                   |      | |
|      | Martfeld                      | Keine Bodendenkmale ausgewiesen       |                   |      | |
|      | Mellinghausen                 | Keine Bodendenkmale ausgewiesen       |                   |      | |
|      | Neuenkirchen (bei Bassum)     | siehe Ortsteile                       |                   |      | - Cantrup - Neuenkirchen |
|      | Quernheim                     | Keine Bodendenkmale ausgewiesen       |                   |      | |
|      | Rehden                        | Liste der Bodendenkmale in Rehden     | Führt kein Wappen |      | |
|      | Scholen                       | Liste der Bodendenkmale in Scholen    |                   |      | |
|      | Schwaförden                   | siehe Ortsteile                       |                   |      | - Mallinghausen - Schwaförden |
|      | Schwarme                      | Keine Bodendenkmale ausgewiesen       |                   |      | |
|      | Siedenburg                    | Liste der Bodendenkmale in Siedenburg |                   |      | |
|      | Staffhorst                    | Liste der Bodendenkmale in Staffhorst |                   |      | |
|      | Stemshorn                     | Keine Bodendenkmale ausgewiesen       |                   |      | |
|      | Stuhr                         | Liste der Bodendenkmale in Stuhr      |                   |      | |
|      | Sudwalde                      | siehe Ortsteile                       |                   |      | - Bensen - Menninghausen |
|      | Sulingen                      | siehe Ortsteile                       |                   |      | - Groß Lessen - Klein Lessen - Lindern - Nordsulingen - Rathlosen |
|      | Syke                          |                                       |                   |      | - Barrien - Gessel - Gödestorf, Heiligenfelde - Henstedt - Jardinghausen - Okel - Osterholz - Ristedt - Schnepke - Steimke - Syke - Wachendorf                                                                                   |
|      | Twistringen                   |                                       |                   |      | - Altenmarhorst - Heiligenloh - Natenstedt - Rüssen |
|      | Varrel                        | Keine Bodendenkmale ausgewiesen       |                   |      | |
|      | Wagenfeld                     | Liste der Bodendenkmale in Wagenfeld  |                   |      | |
|      | Wehrbleck                     | Keine Bodendenkmale ausgewiesen       |                   |      | |
|      | Wetschen                      | Keine Bodendenkmale ausgewiesen       | Führt kein Wappen |      | |
|      | Weyhe                         | Keine Bodendenkmale ausgewiesen       |                   |      | |

Ortsteile in schwarzer Schrift weisen keine Bodendenkmale aus.